# Den tapre landsoldat
Den tapre landsoldat ("De dappere soldaat") is een Deense mars, geschreven in 1848 door Emil Horneman. De bijhorende tekst is van Peter Faber. 
Het lied is ook bekend onder de titel Dengang jeg drog af sted ("De keer dat ik wegging"), afgeleid van de eerste regel tekst. Het lied werd populair in zowel Denemarken als Noorwegen. Den tapre landsoldat wordt nog steeds gezongen in Denemarken, vooral in zuidelijk Jutland.

## Deense tekst
Dengang jeg drog af sted,

dengang jeg drog af sted,

min pige ville med,

ja, min pige ville med.

Det kan du ej, min ven,

jeg går i krigen hen,

og hvis jeg ikke falder, kommer jeg nok hjem igen.

Ja, var der ingen fare, så blev jeg her hos dig,

men alle Danmarks piger, de stole nu på mig.

Og derfor vil jeg slås som tapper landsoldat.

Hurra, hurra, hurra!

Min fader og min mor,

min fader og min mor,

de sagde disse ord,

ja, de sagde disse ord:

"Når dem, vi stole på,

i krigen monne gå,

hvem skal så pløje markerne, og hvem skal græsset slå?"

Ja, det er netop derfor, vi alle må af sted,

for ellers kommer tysken og hjælper os dermed.

Og derfor vil jeg slås som tapper landsoldat.

Hurra, hurra, hurra!

Når tysken kommer her,

når tysken kommer her,

beklager jeg enhver,

ja, beklager jeg enhver.

Til Peder og til Povl

han siger: "Du bist faul",

og skælder man ham ud på dansk, så siger han: "Hols maul!"

For folk, som taler alle sprog, er det nu lige fedt,

men Fanden heller inte for den, som kun har ét.

Og derfor vil jeg slås som tapper landsoldat.

Hurra, hurra, hurra!

Om Dannebrog jeg ved,

om Dannebrog jeg ved,

det faldt fra himlen ned,

ja, det faldt fra himlen ned.

Det flagrer i vor havn

og fra soldatens favn,

og ingen anden fane har som den sit eget navn.

Og den har tysken hånet og trådt den under fod.

Nej, dertil er vor fane for gammel og for god!

Og derfor vil jeg slås som tapper landsoldat.

Hurra, hurra, hurra!

Vi byde fjende trods,

vi byde fjenden trods,

når kongen er med os,

ja, når kongen er med os.

Med draget sværd han står,

han snakker ej, men slår,

så dansk som han var ingen konge her i mange år.

De lader, som de tror, at han inte mer er fri,

og selv vil de dog ha' ham i det tyske slaveri.

Se, derfor vil jeg slås som tapper landsoldat.

Hurra, hurra, hurra!

For pigen og vort land,

for pigen og vort land

vi kæmper alle mand,

ja, vi kæmper, alle mand.

Og vé det usle drog,

der elsker ej sit sprog

og ej vil ofre liv og blod for gamle Dannebrog!

Men kommer jeg ej hjem til min gamle far og mor,

Kong Frederik vil trøste dem med disse hersens ord:

"Sit løfte har han holdt, den tapre landsoldat".

Hurra, hurra, hurra!